# Homer Eon Flint
Homer Eon Flint (geboren als Homer Eon Flindt im 9. September 1889 in Albany, Oregon; gestorben am 27. März 1924 in Sunol, Kalifornien) war ein amerikanischer Autor von Science-Fiction-Erzählungen, die zwischen 1916 und 1924 in Pulp-Magazinen von Frank Andrew Munsey erschienen.

## Leben
Flint versuchte sich zunächst als Drehbuchautor, es gelang ihm hier aber kein Durchbruch, da keines seiner Skripte realisiert wurde. 1918 erschien dann eine erste Erzählung The Planeteer in All-Story Weekly, weitere folgten.
Bekannt ist Flint vor allem durch den zusammen mit Austin Hall verfassten Roman The Blind Spot, der 1921 in sechs Fortsetzungen in Argosy erschien. Darin geht es um ein Tor zu einer Parallelwelt, das in einer Wohnung in San Francisco entdeckt wird. Ein Bewohner aus dieser Welt entführt einen Wissenschaftler, ein Rettungstrupp folgt ihm in die Parallelwelt, zuletzt gelingt es, das Tor zu schließen und die Welt vor weiteren Eindringlingen zu schützen.
Flint starb 1924 mit 34 Jahren unter bis heute nicht aufgeklärten Umständen. Nach Flints Tod schrieb Hall eine Fortsetzung von The Blind Spot, die unter dem Titel The Spot of Life 1932 erschien.
2015 erschien in der Reihe Golden Age of Science Fiction Megapack eine Sammlung veröffentlichter und unveröffentlichter Erzählungen Flints, zusammen mit einem biographischen Essay von Vella Munn, einer Enkeltochter Flints.

## Bibliographie
Romane
- The Blind Spot (1921, 1951, mit Austin Hall)
- Out of the Moon (1923)

Kurzgeschichten
- The Planeteer (1918)
- The King of Conserve Island (1918)
- The Lord of Death and The Queen of Life (1919)
- The Man in the Moon (1919)
- The Lord of Death (1919)
- The Queen of Life (1919)
- The Greater Miracle (1920)
- The Devolutionist (1921)
- The Emancipatrix (1921)
- The Nth Man (1928)

Sammlung
The 26th Golden Age of Science Fiction Megapack (2015). Enthält eine Reihe zuvor unveröffentlichter Kurzgeschichten:
- Buy a Liberty Bomb!
- Golden Web Claim
- Luck
- No Fool
- Steal Me If You Can
- The Breaker Mends
- The Flying Bloodhound
- The Man Who Took Paris
- The Missing Mondays
- The Money-Miler
- The Peacock Vest
- The Perfect Curiosity
- The Planetary Pirate
- The Stain in the Table